# تريفور هارفي
تريفور هارفي (بالإنجليزية: Trevor Harvey) مواليد 25 سبتمبر 1980، هو لاعب كرة سلة بهامي. بدأ مسيرته الاحترافية في سنة 2003. يبلغ طوله 6 قدم 9.5 بوصة (2.1 م). اعتزل اللعب في 2013.

## المسيرة الاحترافية
لعب مع فنربخشة لكرة السلة في الدوري التركي من سنة 2003 إلى 2005، ثم لعب مع إلان شالون في الدوري الفرنسي في موسم 2005–2006، ثم لعب مع أوشاك سبورتيف في الدوري التركي في سنة 2009، ثم لعب مع نادي الوداد الرياضي في سنة 2013.